# Dirndl
Dirndl er en traditionel sydtysk og østrigsk kjole for kvinder. Ordet dirndl betyder også pige på den lokale sydtyske dialekt. Tøj inspireret af dirndlen eller folkedragter generelt kaldes for Landhausmode.
Dirndl består sædvanligvis af en kjole, bluse (ofte hvid) og forklæde. Den kan være fremstillet i forskellige slags materiale, men bomuld, hør og silke er blandt de mest almindelige. Dragten fastgøres med lynlåse, hægter og maller, forskellige knapper eller snørebånd.
Dirndlen er baseret på bøndernes traditionelle festdagspåklædning i det sydlige Tyskland og Østrig. Sideløbende med dirndlen findes også folkedragter i disse områder. Folkedragterne er lokale, og hvert område har sine varianter. Nationaldragter varieres også for at markere bærerens sociale status. Dirndlen mangler derimod sådanne varianter. I mere uformelle sammenhænge, kan det stadig forekomme, at selv en dirndl kaldes for en folkedragt. Dirndl og Landhausmode er almindelig under oktoberfester siden 1990'erne.